# Airampoa erectoclada
Airampoa erectoclada es una especie de planta suculenta perteneciente al género Airampoa, dentro de la familia Cactaceae. Es endémica del noroeste de Argentina y anteriormente se le conocía como Tunilla erectoclada.

## Descripción

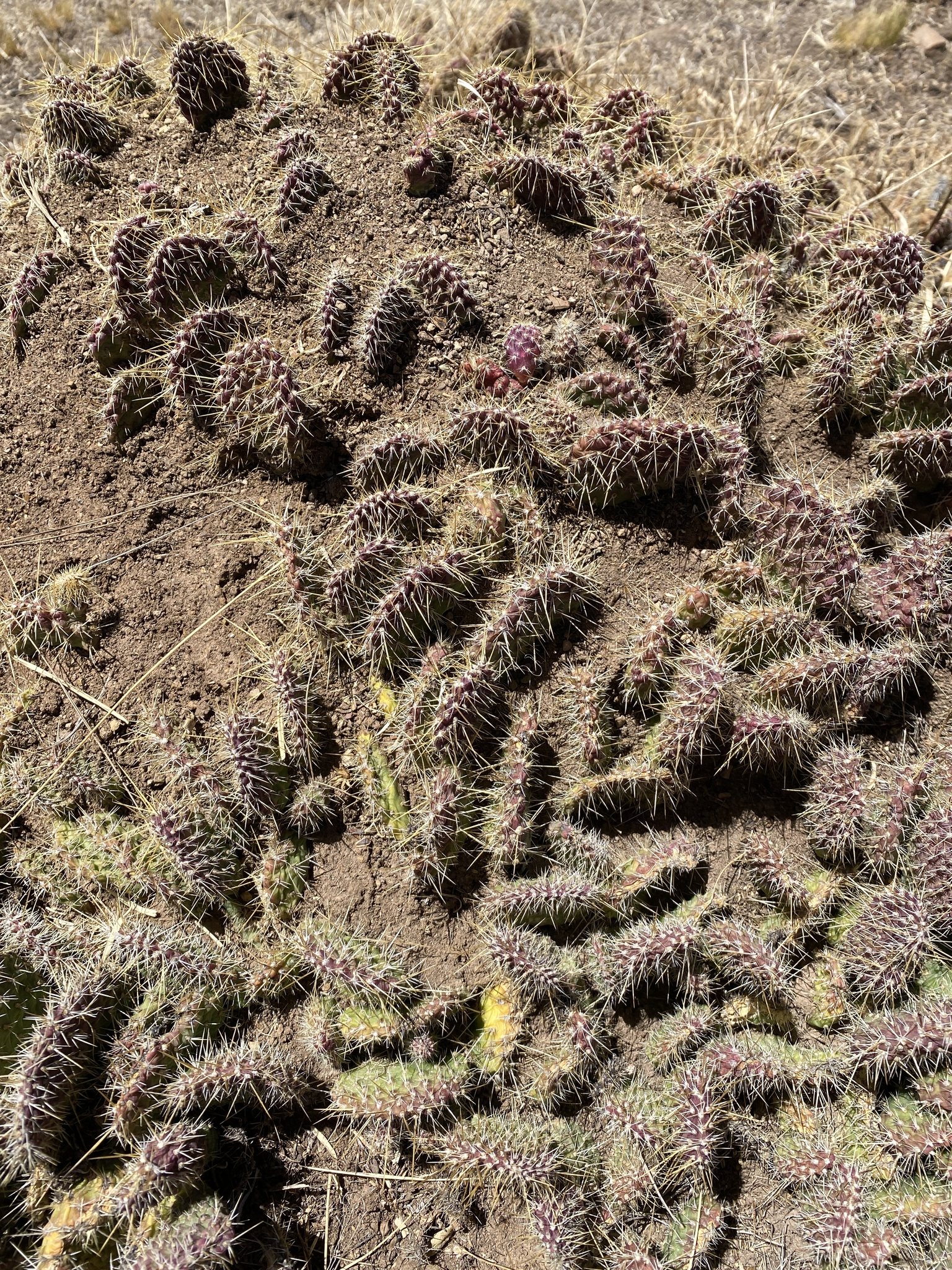
Planta en su hábitat

Airampoa erectoclada es una especie de cactus de pequeño porte que crece de forma rastrera. El color del tallo va de verde-azulado a verde brillante, con los segmentos del tallo estrechamente triangulares en forma de lengüeta que se interponen en posición vertical cuando son jóvenes. 
Cada sección del tallo puede medir hasta 6 centímetros de largo y tienen hasta cerca de 140 areolas muy cerca una de otra. Cada areola presenta de 4 a 7 espinas que se inclinan hacia atrás y miden de 4 a 10 mm de largo. 
Las flores son van de color naranja rojizo a carmín. Su extendido pericarpio es desigual y erizado.

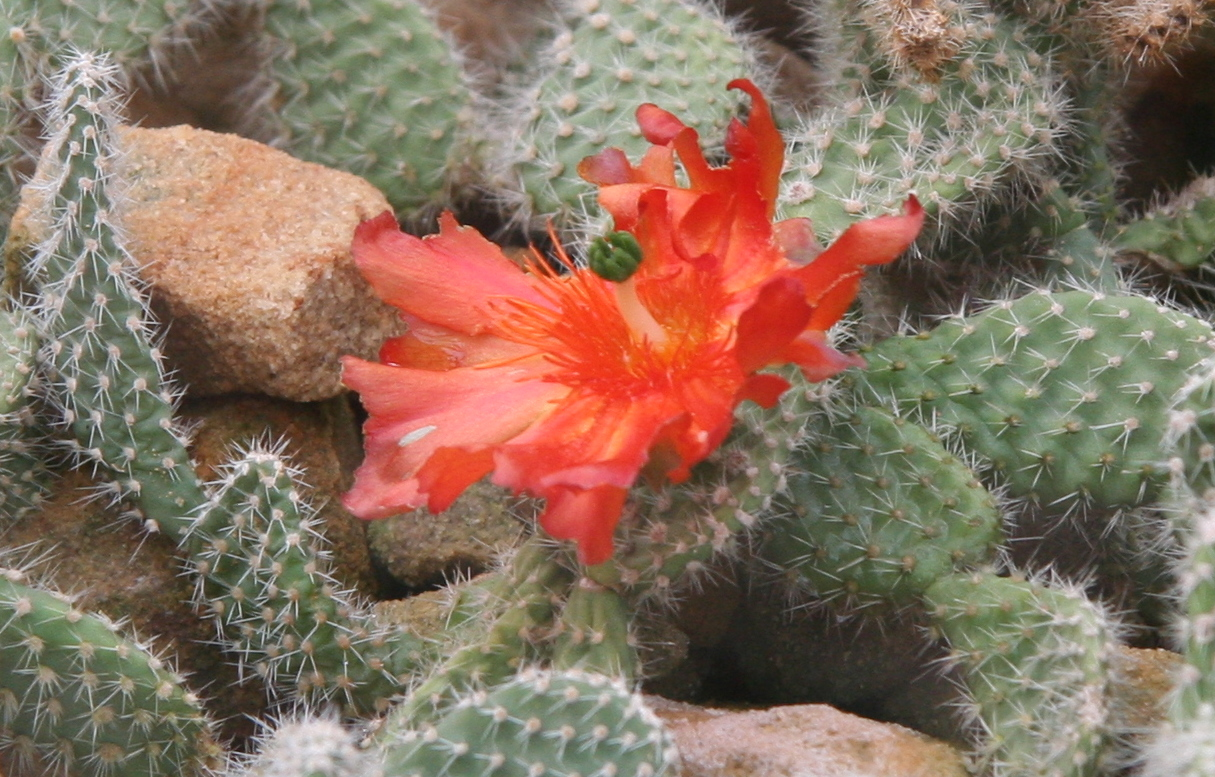
Flor

## Distribución y hábitat
El área de distribución nativa de esta especie es el noroeste de Argentina y crece principalmente en biomas desérticos o de matorrales secos.

## Taxonomía
La primera descripción de esta especie fue como Opuntia erectoclada, publicada en 1936 por el botánico alemán Curt Backeberg en el libro Kaktus-ABC: 411.
Más tarde, el botánico ruso Aleksandr Doveld trasladó la especie al género Airampoa, por lo que pasó a llamarse Airampoa erectoclada. Registró estos cambios en la revista científica Turczaninowia 5: 29, publicada en 2002.

Etimología
- Airampoa: nombre genérico que deriva de la palabra quechua ayrampu, que es como se conoce a los individuos de esta especie en la región.[4]
- erectoclada: epíteto específico que deriva de la palabra latina erectus (que significa 'erguido') y la palabra griega klados (que significa 'rama'), haciendo referencia a la disposición de los tallos de la especie.[5]

Sinonimia
- Airampoa ianthinantha (F.Ritter) Doweld (2002)
- Airampoa picardoi (Marzo-Lap.) Doweld (2002)
- Opuntia erectoclada Backeb. (1936) (basónimo)
- Opuntia ianthinantha (F.Ritter) Iliff (1997)
- Opuntia multiareolata Backeb. (1962)
- Opuntia obliqua Backeb. (1962)
- Opuntia picardoi Marn.-Lap. (1960)
- Platyopuntia ianthinantha F.Ritter (1980)
- Tephrocactus erectocladus (Backeb.) G.D.Rowley (2006)
- Tunilla erectoclada (Backeb.) D.R.Hunt & Iliff (2000)
- Tunilla ianthinantha (F. Ritter) D.R.Hunt & Iliff (2000)
- Tunilla picardoi D.R.Hunt & Iliff (2000)
- Tunilla picardoi Marn.-Lap. ex Guiggi & Delanoy (publicación 2006, 2007)

## Estado de conservación
En la Lista Roja de Especies Amenazadas de la UICN, la especie está clasificada como “Datos Insuficientes (DD)”, por lo que se desconoce el desarrollo futuro de las poblaciones.

## Usos

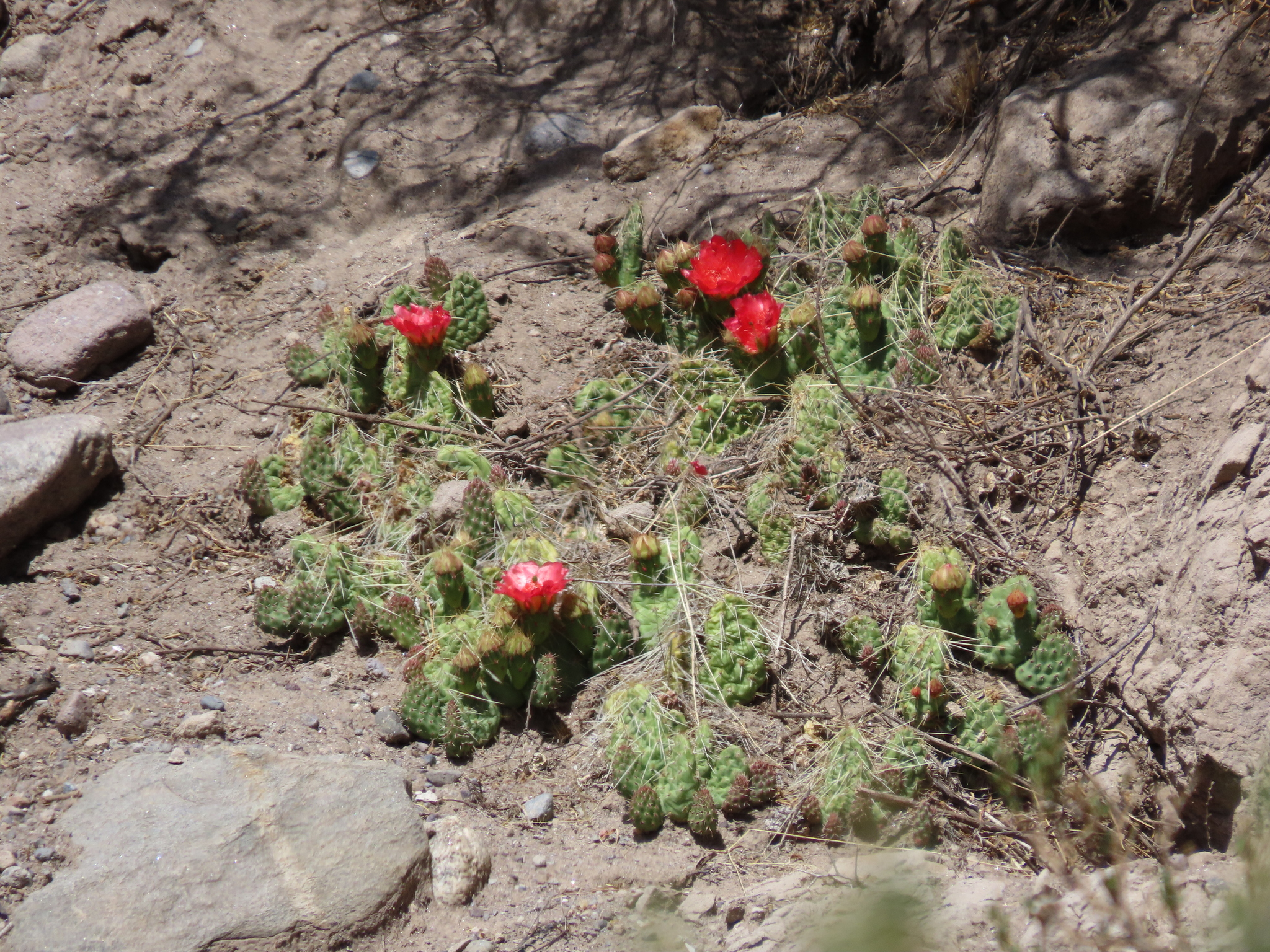
Planta en floración

Airampoa erectoclada se utiliza principalmente como planta ornamental. Crece como cubresuelos de bajo mantenimiento, tolera bien el abandono y se adapta con facilidad a jardines secos. Presenta un crecimiento relativamente rápido. Con riego regular, forma montículos bajos en pocos años. Se adapta a suelos secos, arenosos, pedregosos o arcillosos siempre que drenen bien. Tolera suelos ácidos, neutros o alcalinos, aunque prefiere un pH entre 6 y 7,5.
Necesita una exposición a pleno sol para florecer en abundancia. En semisombra, reduce la floración. Tolera muy bien el calor y resiste heladas de hasta −15 °C, según el clon. En suelos bien drenados, soporta también la humedad invernal.
Una vez establecida en exterior, requiere poco o ningún riego. En invernadero, conviene manteniéndola seca en invierno. Puede sufrir si pasa por sequías muy intensas. Resulta ideal plantarla junto a muros orientados al sur o en lugares protegidos de la lluvia invernal.
Durante la floración, responde bien a fertilizantes con alto contenido en potasio y fósforo, y bajo en nitrógeno. No presenta problemas graves de plagas ni enfermedades, aunque puede verse afectada por cochinillas. Se propaga mediante esquejes en cualquier momento del periodo de crecimiento. Conviene dejar secar el corte antes de plantarlo en sustrato con buen drenaje.